# العلاقات الباكستانية الكندية
العلاقات الباكستانية الكندية هي العلاقات الثنائية التي تجمع بين باكستان وكندا.

## مقارنة بين البلدين
هذه مقارنة عامة ومرجعية للدولتين:
| وجه المقارنة                                              | باكستان                     | كندا                     |
| --------------------------------------------------------- | --------------------------- | ------------------------ |
| المساحة (كم2)                                             | 881.91 ألف                  | 9.98 مليون               |
| عدد السكان (نسمة)                                         | 197.02 مليون                | 35.70 مليون              |
| الكثافة السكانية (ن./كم²)                                 | 223.4                       | 3.58                     |
| العاصمة                                                   | إسلام آباد                  | أوتاوا                   |
| اللغة الرسمية                                             | لغة إنجليزية، اللغة الأردية | لغة إنجليزية، لغة فرنسية |
| العملة                                                    | روبية باكستانية             | دولار كندي               |
| الناتج المحلي الإجمالي (بليون دولار)                      | 304.95 مليار                | 1.65 تريليون             |
| الناتج المحلي الإجمالي (تعادل القوة الشرائية) بليون دولار | 946.67 مليار                | 1.59 تريليون             |
| الناتج المحلي الإجمالي الاسمي للفرد دولار أمريكي          | 1.43 ألف                    | 43.25 ألف                |
| الناتج المحلي الإجمالي للفرد دولار أمريكي                 | 4.81 ألف                    | 45.07 ألف                |
| مؤشر التنمية البشرية                                      | 0.538                       | 0.913                    |
| رمز المكالمات الدولي                                      | +92                         | +1                       |
| رمز الإنترنت                                              | .pk                         | .ca                      |
| المنطقة الزمنية                                           | ت ع م+05:00                 |                          |

## مدن متوأمة
في ما يلي قائمة باتفاقيات التوأمة بين مدن باكستانية وكندية:
- ترتبط إسلام آباد مع تورونتو باتفاقية توأمة منذ 1989.

## منظمات دولية مشتركة
يشترك البلدان في عضوية مجموعة من المنظمات الدولية، منها:
| علم المنظمة | اسم المنظمة                               | تاريخ انضمام باكستان | تاريخ انضمام كندا |
| ----------- | ----------------------------------------- | -------------------- | ----------------- |
|             | الأمم المتحدة                             | 30 سبتمبر 1947       | 9 نوفمبر 1945     |
|             | منظمة التجارة العالمية                    | ?                    | ?                 |
|             | يونسكو                                    | 14 سبتمبر 1949       | 4 نوفمبر 1946     |
|             | المنظمة الهيدروغرافية الدولية             | ?                    | ?                 |
|             | وكالة ضمان الاستثمار متعدد الأطراف        | 12 أبريل 1988        | 12 أبريل 1988     |
|             | منظمة الشرطة الجنائية الدولية             | ?                    | ?                 |
|             | دول الكومنولث                             | ?                    | ?                 |
|             | المركز الدولي لتسوية المنازعات الاستشارية | 15 أكتوبر 1966       | 1 ديسمبر 2013     |
|             | الاتحاد الدولي للاتصالات                  | 26 أغسطس 1947        | 1 يوليو 1908      |
|             | الفريق المعني برصد الأرض                  | ?                    | ?                 |
|             | البنك الدولي للإنشاء والتعمير             | 11 يوليو 1950        | 27 ديسمبر 1945    |
|             | الاتحاد البريدي العالمي                   | ?                    | ?                 |
|             | بنك التنمية الآسيوي                       | 1966                 | 1966              |
|             | منظمة حظر الأسلحة الكيميائية              | ?                    | ?                 |
|             | مؤسسة التمويل الدولية                     | 20 يوليو 1956        | 20 يوليو 1956     |
|             | منتدى آسيان الإقليمي ‏                     | ?                    | ?                 |

## أعلام
هذه قائمة لبعض الشخصيات التي تربطها علاقات بالبلدين:
- سونيا أحمد (23 أغسطس 1980 – )
- طاهر القادري (19 فبراير 1951 – )
- عرفان مكي (مغني كندي، 30 أكتوبر 1975 – )
- مظفر إقبال (12 مايو 1954 – )
- نيكول بوشهري (ممثلة كندية، سبتمبر 1987 – )
- ياسمين غوري (عارضة كندية، 23 مارس 1971[20] – )

## وصلات خارجية
- موقع وزارة الخارجية الباكستانية
- موقع وزارة الخارجية الكندية